# Kevin Nichols
Kevin John Nichols (Grafton, 4 de julio de 1955) es un deportista australiano que compitió en ciclismo en la modalidad de pista, especialista en la prueba de persecución por equipos.
Participó en tres Juegos Olímpicos de Verano, entre los años 1976 y 1984, obteniendo una medalla de oro en Los Ángeles 1984, en la prueba de persecución por equipos (junto con Michael Grenda, Michael Turtur y Dean Woods), y el sexto lugar en Moscú 1980, en la misma disciplina.
En 1985 fue condecorado con la Medalla de la Orden de Australia (OAM).

## Medallero internacional
| Juegos Olímpicos | Juegos Olímpicos             | Juegos Olímpicos | Juegos Olímpicos        |
| Año              | Lugar                        | Medalla          | Competición             |
| ---------------- | ---------------------------- | ---------------- | ----------------------- |
| 1984             | Los Ángeles (Estados Unidos) | Medalla de oro   | Persecución por equipos |